# Antti Kasvio
Antti Alexander Kasvio (ur. 20 grudnia 1973 w Espoo), były fiński pływak specjalizujący się w stylu dowolnym, medalista olimpijski, mistrzostw Europy i świata.
W 1992 r. na Igrzyskach Olimpijskich w Barcelonie zdobył brązowy medal na dystansie 200 m stylem dowolnym. 
Jest również mistrzem Świata z 1994 z Rzymu na tym samym dystansie.
Jego rodzicami są fińscy pływacy: Ulla Kasvio (wcześniej Patrikka-Jokinen) oraz Matti Kasvio.